# Compostela (Nayarit)
Santiago de Compostela de la Nueva Galicia o simplemente Compostela (nombre oficial por el bando municipal) es una localidad y cabecera del municipio de Compostela. Fue fundada por disposición de doña Isabel de Avís [cita requerida]; gobernadora del Reino de Castilla en nombre de su esposo, el Emperador Carlos V el 25 de julio de 1532.

## Toponimia
La Villa de Santiago de Galicia de Compostela de Indias o Compostela se asentó en el valle de Cactlán. Lázaro Blanco, teniente y uno de los primeros alcaldes de Compostela redacta en su bitácora algunas de las primeras descripciones de la región:

Esta ciudad de Compostela es en el Nuevo Reino de la Galicia, Indias de la Nueva España. El nombre de Compostela es y fue puesto por el de Compostela a de España, y ansí se nombra Santiago de Galicia de la Nueva España. Fue primero, esta ciudad, Cabeza de todo este nuevo reino y obispado de la Nueva Galicia y Xalisco, por haber residido en ella las dos sillas de la Gobernación real Audiencia, y silla obispal. Los naturales llaman a esta ciudad Cactlán, que, en la lengua, es tanto como decir “calzado”. Dicen haber sido allí cerca, antiguamente, un barrio de indios que tuvo al nombre, de que así la nombran ahora.

El nombre de Compostela lo adopta en 1540 en memoria de la ciudad española de Santiago de Compostela, de etimología largamente discutida (para más información, consúltese Santiago de Compostela). Antonio Tello, historiador español, también hace mención del valle de Cactlán dentro de un contexto de rebelión de los nativos:

Siendo ya Oñate gobernador […] tuvo noticia que los indios de la provincia de los Tecoxines, que son de los de Hostocticpac, andaban malos, y los del valle de Cactlán, que son de la misma nación, y que salían á saltear á los indios de servicio que iban á la ciudad de Compostela, y en ninguna manera los podían resistir, y que no había otro remedio sino pasar la ciudad Compostela de Tepic, a donde estaba, al valle de Cactlán, donde ahora está, que era el riñón de los Tecoxines, para sujetarlos, y así luego lo puso por obra, y este año de 1540, la pasó quitándola de Santiago de Tepic, donde Ñuño de Guzmán la había fundado.

## Historia
En la época prehispánica habitaban en la región diversas etnias indígenas de origen náhuatl que pertenecían al señorío de Xalisco, uno de los cuatro que formaban el reino de Chimalhuacán, que comprendía los estados de Nayarit, Jalisco, Colima, Aguascalientes y parte de Sinaloa, Zacatecas y San Luis Potosí. El valle de Cactlán, donde se encuentra actualmente la ciudad de Compostela, estaba habitado antes de la llegada de los españoles, por indios cacnos y tepehuanos.
La región fue explorada por el Capitán Francisco Cortés de San Buenaventura, sobrino de Hernán Cortés, dicha exploración ocurrió entre los años 1524 y 1525 sin mayores consecuencias.
En 1530 llegó a la región el conquistador Nuño de Guzmán, a quien Fray Bartolomé de las Casas calificó de "gran tirano" por su extrema crueldad; el 15 de mayo de 1530 ordenó quemar el pueblo de Xalisco, Nayarit porque lo encontró abandonado por sus moradores.
Nuño de Guzmán impuso el nombre de "Conquista del Espíritu Santo de la Mayor España" a los territorios explorados y conquistados por él, sin embargo la Reina de España Isabel de Portugal esposa del emperador Carlos V de Alemania (Carlos I de España), que gobernaba por ausencia del Emperador, no estuvo conforme con el nombre que le había otorgado Nuño de Guzmán al territorio conquistado por lo que por Real Cédula dada en Ocaña (España) el 25 de enero de 1531 ordenó que se nombrara al territorio conquistado como Reino de la Nueva Galicia y se fundase una ciudad con el nombre de "Santiago de Galicia de Compostela" como capital.
El reino de la Nueva Galicia comprendía los hoy estados de Nayarit, Jalisco, Colima, Aguascalientes y parte de Sinaloa, Zacatecas y San Luis Potosí.
Una vez que recibió Nuño de Guzmán la Real Cédula procedió a renombrar la "Villa del Espíritu Santo de la Mayor España" con el nombre de "Santiago de Galicia de Compostela", esa población es actualmente la ciudad de Tepic, capital del estado de Nayarit.
Rebeliones de los indígenas obligaron a los conquistadores a pensar en ubicar a la capital del Reino de la Nueva Galicia en otro lugar, relata en su obra "Crónica miscelánea de la santa provincia de Xalisco" el historiador Antonio Tello:

El 25 de julio de 1540, día del apóstol Santiago, se cambió la ciudad de "Santiago de Galicia de Compostela" desde Tepic, a su ubicación actual, durante la época colonial la población fue conocida como Compostela de Indias y fue la segunda capital de la provincia de la Nueva Galicia. El 13 de febrero de 1548, el emperador Carlos V de Alemania (Carlos I de España), estableció en la actual Compostela una Audiencia de Cuatro Oidores, en la que el primer alcalde mayor de dicha Audiencia, inició sus funciones el 21 de enero de 1549. En julio de 1549, Compostela fue sede del primer Obispado de la Nueva Galicia por bula papal su Obispo recibió el título de Compostelano. El 10 de mayo de 1560, la Audiencia y el Obispado pasaron a Guadalajara Jalisco, ciudad que se convirtió en la tercera y última capital del reino de la Nueva Galicia.

## Lugares de interés
De los lugares de mayor interés se encuentra la parroquia de Santo Santiago Apóstol o también llamada localmente como templo del Señor de la Misericordia, la alberca El Molino con su paseo por el lago en el que encuentran diversos animales silvestres que habitan en este lugar, la alberca de Santana, la estación del ferrocarril y la exhacienda de la condesa de Miravalles a las afueras de la localidad.

### Eventos
Cada primer domingo de cada mes se organiza una Romería donde se ofrecen productos artesanales, comida, venta de café local, etc. Además se presentan artistas musicales, artistas de entretenimiento y se exponen pinturas de artistas locales.
Fiestas del Señor de la Misericordia
Desde el 22 de noviembre y hasta el primer viernes de diciembre se celebra una feria en honor al patrono de la localidad, con peregrinaciones diarias de los barrios circunvecinos hasta llegar a la parroquia de la localidad, bailes, actos culturales, juegos mecánicos, música y pirotecnia.

## Compostelenses destacados
- Aurelio Partida Ortiz
- Fernando Rivera y Moncada
- Paula Navarro Flores
- Rosa Navarro Flores
- Fernando Montaño Puga
- Gilberto Flores Muñoz
- Fermín Montaño Cortés[8]
- Salvador Gutiérrez Contreras
- José de Jesús Puga Ulloa[8]
- Gustavo Alfonso Ayón Aguirre

## Relaciones Internacionales

### Hermanamientos
- Tepic, México (2006)[9]
- Talpa, México (2012)[10]
- Tuxpan, México (2012)[11][12]
- Puerto Vallarta, México (2022)[13]